# The Mynah Birds
The Mynah Birds byla kanadská hudební skupina, založená v roce 1964 v kanadském Torontu. V roce 1965 skupina vydala na značce Columbia Records svůj první singl „The Mynah Bird Hop“, ale žádnou LP desku během své kariéry nevydala. Rozpadla se v roce 1967. Skupinou prošlo více hudebníků, mezi které patří Rick James, Jimmy Livingstone, Neil Young, Goldy McJohn nebo Neil Merryweather.